# Johann Wilhelm Stör
Johann Wilhelm Stör (getauft 6. Januar 1705 in Nürnberg; begraben 23. April 1765 ebenda) war ein deutscher Zeichner und Kupferstecher.

## Biografie
Johann Wilhelm Stör (auch Stoer) arbeitete ab 1726 als Zeichner und Kupferstecher in Nürnberg und stellte überwiegend Bilder (Porträts) für den Buchhändler Fr. Roth her. 1732–1734 arbeitete er in Dresden und lieferte Stiche für das Werk Historischer Schauplatz merkwürdiger Brücken von Carl Christian Schramm, das 1735 in Leipzig erschien. Das Werk enthält neben einfachen Zeichnungen eine Reihe malerischer Abbildungen von Brücken. Nachdem er für einen Schreibmeister gearbeitet hatte, wandte er sich wieder dem Porträtzeichnen zu. 1737 heiratete er Elisabeth Felsecker (1714–1760), Tochter des Buchdruckers Adam Jonathan Felsecker, und 1764 Elisabetha Ernestina Lochner, die Tochter des Pfarrers Christoph Moritz Lochner in Gustenfelden.

Werkbeispiele
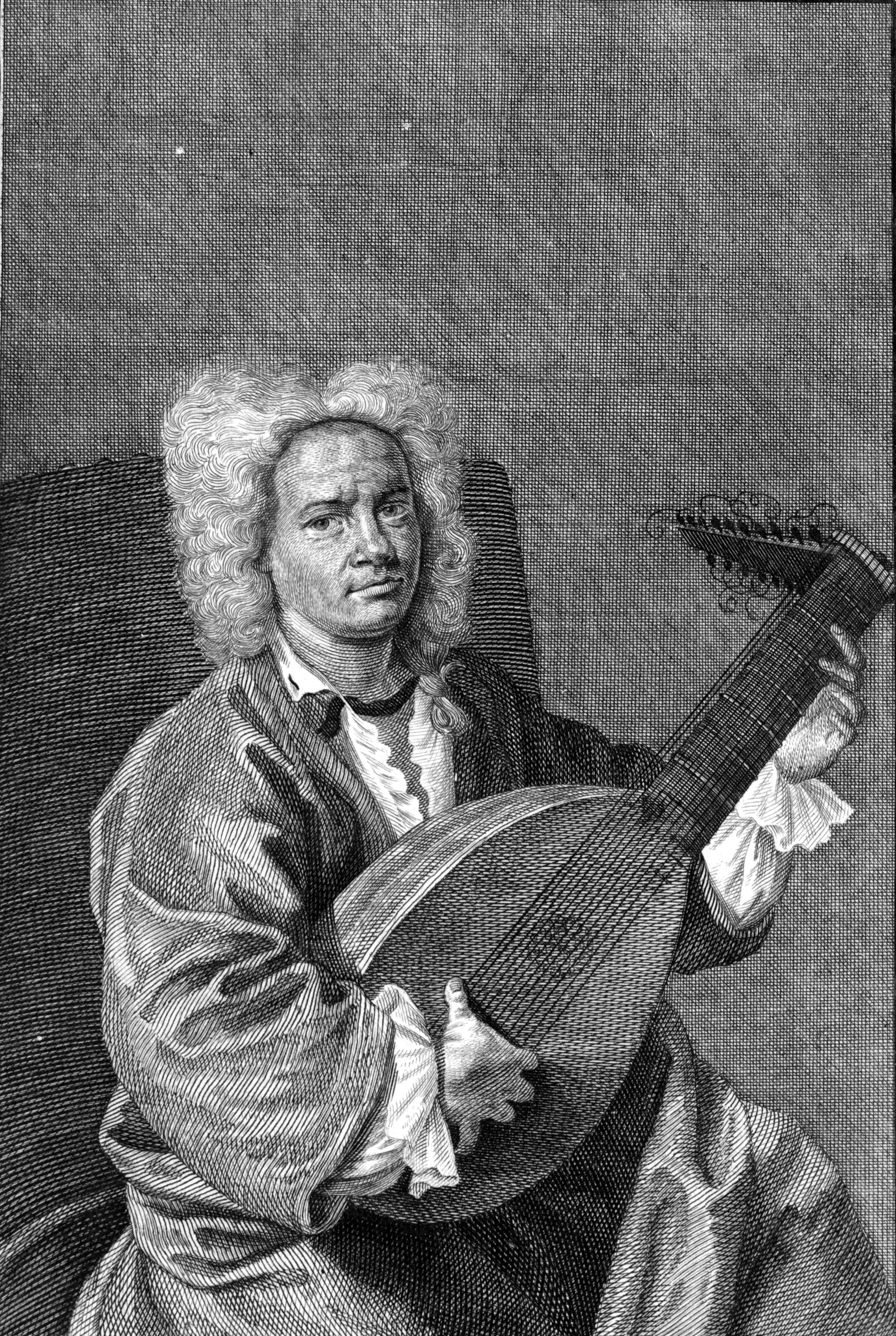
Ernst Gottlieb Baron, Stich von 1727
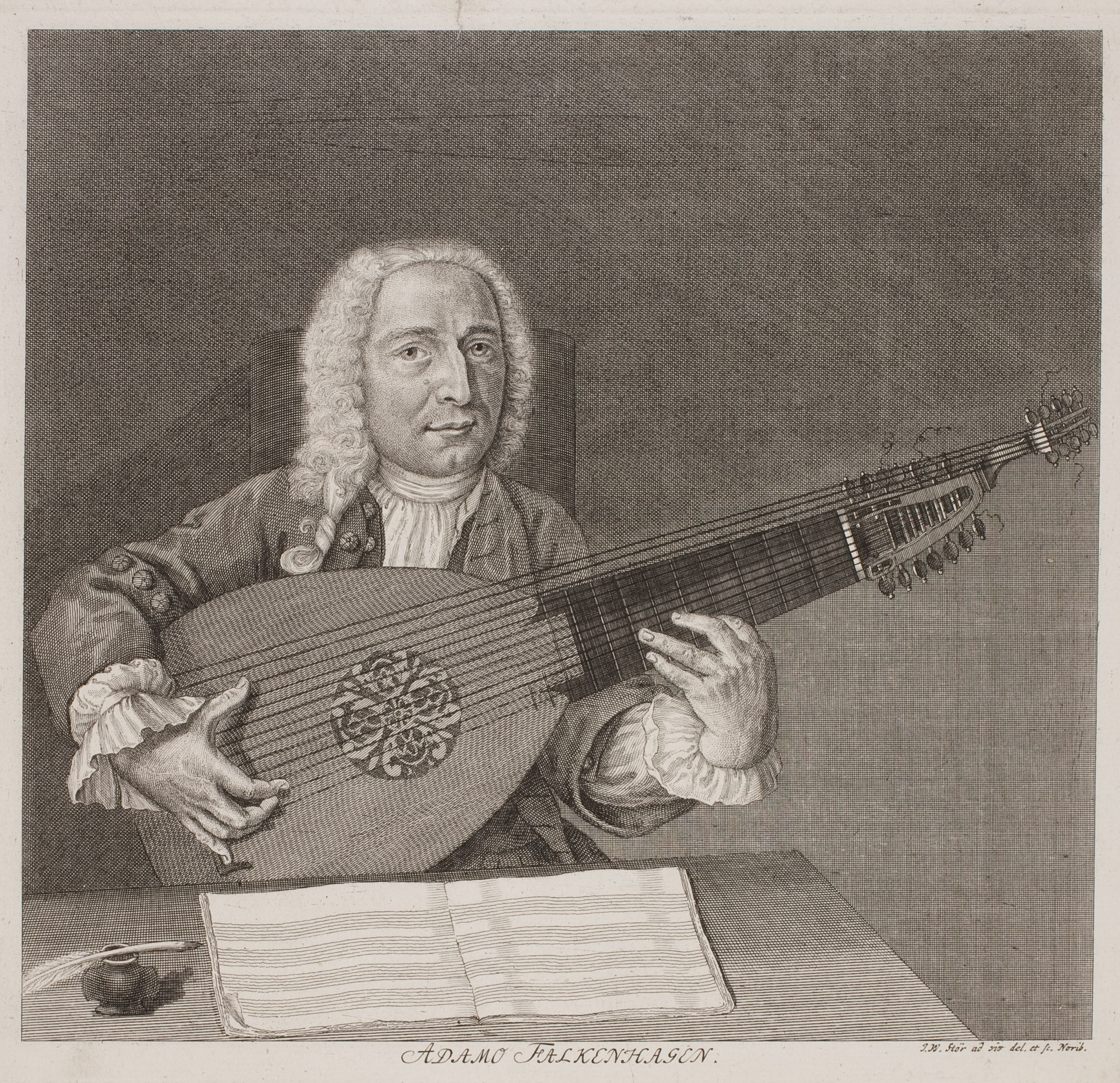
Bildnis des Adam Falckenhagen, Stich von 1727
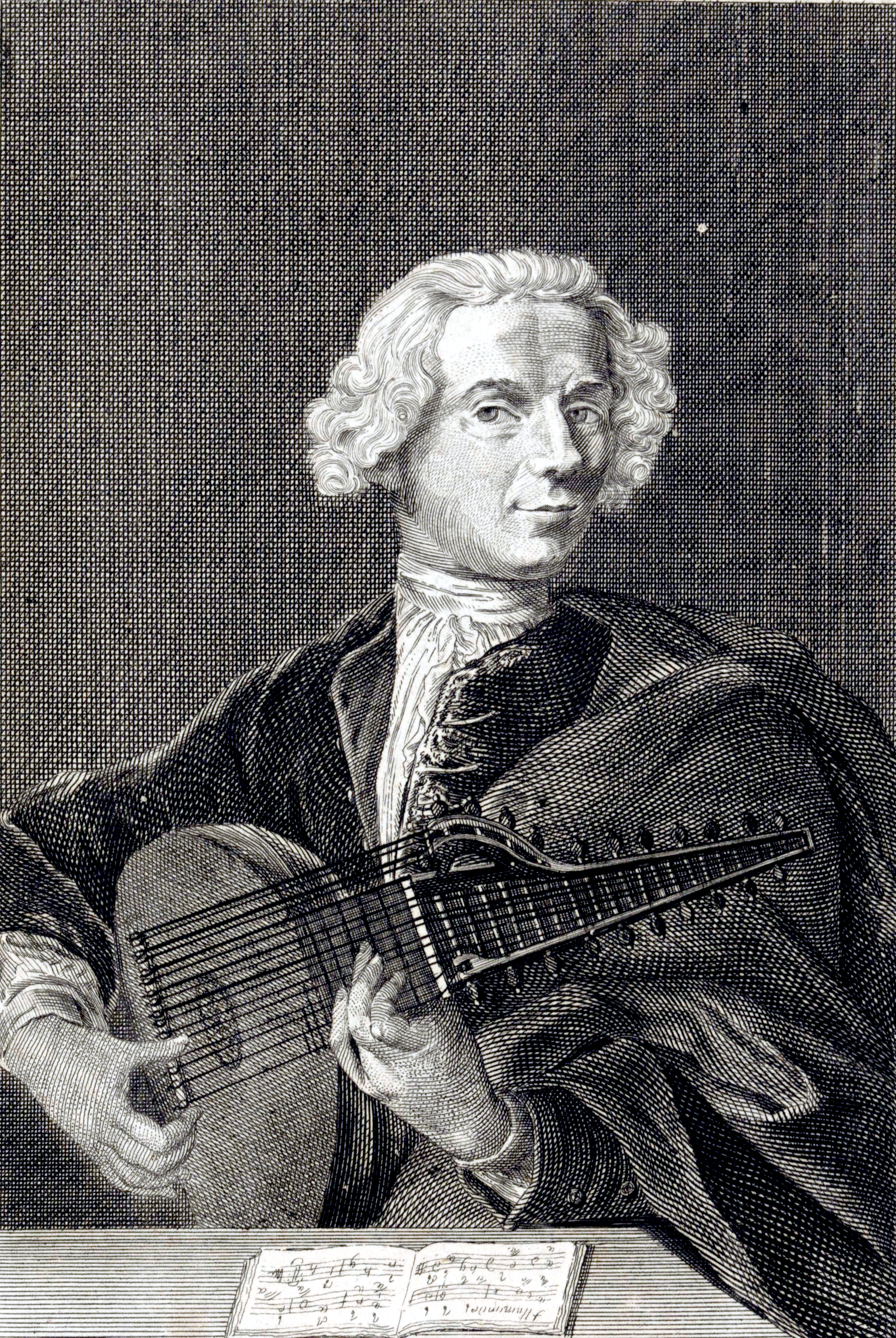
Bildnis des Johann Ulrich Haffner, Stich um 1730